# Волишово (присілок)
Волишово (рос. Волышово) — присілок в Старорусському районі Новгородської області Російської Федерації.
Населення становить 17 осіб. Входить до складу муніципального утворення Івановське сільське поселення.

## Історія
Від 2004 року входить до складу муніципального утворення Івановське сільське поселення.

## Населення
| 2009 | 2010 |
| ---- | ---- |
| 13   | ↗17  |